# Trẻ trâu khởi nghiệp
Trẻ Trâu Khởi Nghiệp (tiếng Anh: Start-Up, tiếng Hàn : 시동) là một bộ phim hài Hàn Quốc do đạo diễn Choi Jeong-yeol thực hiện cùng với Filmmakers R&K sản xuất. Phim bắt đầu công chiếu tại các rạp Hàn Quốc vào ngày 18 tháng 12 năm 2019 và tại Việt Nam vào ngày 27 tháng 12 năm 2019. Phim có sự tham gia của các diễn viên nổi tiếng như Ma Dong-seok, Park Jung-min, Jung Hae-in và Yum Jung-ah.

## Nội dung
Bộ phim mở đầu với cảnh đôi bạn thân Taek-Il và Sang-Pil đang cố nổ máy 1 chiếc xe cũ mà Taek-Il đặt mua trên mạng, sau khi chiếc xe đi được và gặp vấn đề leo dốc thì 2 thanh niên giao hàng đi qua va đạp vỡ gương chiếu hậu xe của Taek-Il. Taek-Il và Sang-Pil đuổi 2 theo thanh niên giao hàng, lúc này do không đội mũ bảo hiểm nên Taek-Il và Sang-Pil bị cảnh sát đuổi theo. Cả 2 không để ý phía trước là khu vực đường đang thi công nên đã lao thẳng xe vào và bị đưa về đồn cảnh sát.
Tại đây mẹ của Taek-Il đã hỏi về chiếc xe máy, sau khi biết chiếc xe là do Taek-Il lấy tiền học phí để mua thì mẹ của Taek-Il rất tức giận và tát anh. Taek-Il nói với Sang-Pil rằng sẽ bỏ nhà đi mặc dù cậu bạn thân đã rủ Taek-Il đi xin việc cùng. Taek-Il muốn đi đến 1 nơi khác nhưng với số tiền ít ỏi trong tay anh không thể đi đâu. Tại nhà ga Taek-Il gặp Kyung-Joo (Một cô gái tóc đỏ bằng tuổi Taek-Il nhưng vô gia cư), với tính cách ngang ngược của mình Taek-Il đã bị Kyung-Joo đánh cho 1 trận sau đó bỏ đi.
Taek-Il đi ăn mỳ tại 1 cửa hàng Trung Hoa, sau đó Taek-Il xin làm nhân viên giao hàng tại đây và gặp Bae Gu-Man (1 nhân viên giao hàng khác). Anh vào bếp và gặp đầu bếp Geo-Seok, và vẫn với tính cách ngang ngược của mình Taek-Il bị Geo-Seok đánh cho bất tỉnh. Trong khi đó Sang-Pil gặp Kim Dong-Hwa và cả 2 cùng đi xin việc vào 1 công ty Tài chính toàn cầu (Thực chất là bọn xã hội đen cho vay nặng lãi). Taek-Il nhận được đơn giao hàng mỳ tương đen của Kyung-Joo, khi đến nơi anh định trả thù nhưng lại bị Kyung-Joo đánh cho bất tỉnh đến tối anh mới trở về nhà hàng.
Kyung-Joo trở về nhà trọ nơi cô ở cùng 2 người lạ khác, tại đây 2 cô gái kia đưa đến nhà trọ 2 người đàn ông. Kyung-Joo không thích điều này nên đã đuổi cả 2 ngươi đi nhưng cô bị đánh sau đó chạy trốn. Taek-Il lên nóc nhà cùng với Bae Gu-Man và anh vô tình thấy Kyung-Joo đang chạy trốn khỏi 2 người đàn ông kia. Taek-Il đuổi theo Kyung-Joo và định trả thù cô, nhưng sau khi thấy Kyung-Joo bị 2 người đàn ông đưa lên xe thì Taek-Il đến giải cứu cô. Tuy vậy Taek-Il vẫn bị đánh và anh cầu cứu tới Geo-Seok, nhưng Geo-Seok không xuống mà Bae Gu-Man đã cầm chảo chạy xuống và định hất vào mặt 2 người đàn ông nhưng anh lại hất nhầm vao mặt của Taek-Il. Tiếng ồn làm cho mọi người trong nhà nhìn ra khiến cho 2 người đàn ông kia phải bỏ đi. Hôm sau Taek-Il lần đầu được nhận lương, anh mời mọi người trong nhà hàng đi ăn và được ông chủ gợi ý về nhà thăm mẹ. Taek-Il về nhà đưa lương của mình cho mẹ sau đó trở về nhà hàng, anh thấy Kyung-Joo ăn ở đây và cũng từ lúc này Kyung-Joo trở thành nhân viên của nhà hàng. Taek-Il đi giao hàng và bị 1 chiếc xe cố tình đi ẩu và khiến cho anh bị ngã. Trong Khi đó Sang-Pil và Kim Dong-Hwa đi đòi nợ tại 1 cửa hàng thì Sang-Pil bị đánh và phải vào bệnh viện.
Taek-Il gặp lại kẻ đã lái xe ẩu anh định trả thù nhưng lại bị đánh, lúc này Taek-Il đi cùng Geo-Seok, Bae Gu-Man, Kyung-Joo đi hát nên anh đã được Geo-Seok trả thù hộ. Hôm sau tên lái xe ẩu đã trở lại cùng với những tên du côn khác đập phá cửa hàng nhưng bị Geo-Seok đánh và đưa lên đồn cảnh sát. Đàn em của Geo-Seok tìm đến và mong muốn anh giải quyết 2 băng đảng khác đang liên kết với nhau. Geo-Seok đi giải quyết những kẻ cầm đầu của 2 băng đảng trong khi Taek-Il nhận được tin từ Sang-Pil rằng cửa hàng làm bánh của mẹ mình sắp bị phá dỡ, anh gọi cho mẹ minh không được nên hôm sau đã đến cửa hàng và nói chuyện với mẹ. Lúc này Sang-Pil cùng những tên xã hội đen đi đòi nợ và khi biết địa điểm đòi nợ tiếp theo là cửa hàng của mẹ Taek-Il thì anh đã cố ngăn cản nhưng không được. Bọn xã hội đen đã lấy tiền lương của Taek-Il cho mẹ của mình, Sang-Pil chạy theo va ném đồ vào người tên xã hội đen, mẹ Taek-Il thấy thế đã đi ra tát tên xã hội đen và lấy lại tiền. Taek-Il và mẹ chuyển đến nhà của Sang-Pil, cả nhà gọi gà rán và Sang-Pil bất ngờ khi thấy Kim Dong-Hwa đi giao gà và được biết lúc này anh đã không làm công việc đòi nợ nữa mà đã mở 1 cửa hàng gà rán. Bộ phim kết thúc với cảnh Geo-Seok dạy Bae Gu-Man nấu ăn, Kyung-Joo trở lại với mái tóc đã nhuộm đen còn Taek-Il chở mẹ của mình đi chơi.

## Diễn viên
- Ma Dong-seok vai Geo-seok
- Park Jung-min vai Taek-Il
- Jung Hae-in vai Sang-Pil
- Kim Jong-soo vai Chủ quán ăn
- Yoon Kyung-ho vai Kim Dong-hwa
- Kim Kyung-duk vai Nhân viên giao hàng Bae Gu-man
- Ko Du-shim vai Bà của Sang-Pil
- Yum Jung-ah vai Mẹ của Taek-Il
- Choi Sung-eun vai Kyung-joo
- Kim Min-jae vai Kwak Sung-moo
- Park Hae-joon vai Tae-sung
- Lee Hae-woon vai Moon Sung-hyun
- Lee Soo-bin vai Park Da-mi
- Heo Joon-seok vai Dongdaemun
- Sung Hyuk vai Kang Dae-cheon
- Hong-In vai Park Doo-man
- Bang Eun-jung vai Kim Ko-eun
- Kim Dae-gon vai Cảnh sát
- Kwon Hyuk-bum vai Suk-goo
- Oh Jae-se vai Du côn
- Yoo Su-bin vai Trung sĩ quân đội sắp được giải ngũ
- Baek Joo-hee vai Nhân viên bán vé
- Ryoo Sung-hyun vai Chủ nhà hàng Sashimi
- Kwak Soo-jung vai Chủ nhà trọ

## Sản xuất
Phim có sự chỉ đạo của đạo diễn của Choi Jeong-yeol, được sản xuất theo bộ truyện webtoon của tác giả Jo Geum-san. Phim bắt đầu quay từ ngày 8 tháng 3 năm 2019 và kết thúc vào ngày 27 tháng 6 năm 2019.